# 全日本ロードレース選手権
全日本ロードレース選手権（ぜんにほんロードレースせんしゅけん、ALL JAPAN ROAD RACE CHAMPIONSHIP）は、全国のサーキットを舞台に争われる国内最高峰のモーターサイクル・ロードレース選手権大会。通称はMFJ SUPER BIKE（エムエフジェイスーパーバイク）。

## 沿革
- 1961年 日本モーターサイクルスポーツ協会（MFJ）設立
- 1962年 全日本ロードレースを初開催
- 1967年 シリーズ戦がスタート[1]
- 1981年 最高峰クラスが750ccから500ccへ移行[2]。250ccクラス新設。同年をもって350ccクラス終了
- 1984年 TT F1クラスが全日本格式に格上げされる[3]
- 1990年 日本モーターサイクルスポーツ協会（MFJ）が旧・文部省所管の財団法人として認可される
- 1993年 GP500クラスが終了[4]（正確には1994年はエントリー数不足による不成立）
- 1994年 TT F1クラスをスーパーバイククラスへと移行、全日本での最高峰クラスと位置付けられた[5]
- 1999年 シリーズに「R2-1」という通称が付けられる。スーパーNKクラス開始
- 2000年 GP250クラスへのワークス・チームの参加禁止
- 2001年 ST600クラス開始
- 2002年 スーパーバイククラスにJSB1000の参戦が可能に
- 2003年 スーパーバイク・スーパーNKクラス終了（翌年よりJSB1000に一本化）
- 2005年 シリーズの通称が「MFJ SUPERBIKE」に変更される
- 2006年 GP-MONOクラス開始
- 2009年 GP250クラスが終了[6]
- 2010年 J-GP2クラス開始、旧GP125クラスがJ-GP3クラスに改称
- 2011年 GP-MONOクラス終了
- 2019年 J-GP2クラス終了
- 2020年 ST1000クラス開始

## クラス

### 2024年現在のクラス
- JSB1000（Japan Super Bike 1000：ジャパンスーパーバイク1000）
4ストローク・4気筒は600 - 1000cc、3気筒は750 - 1000cc、2気筒は850 - 1200ccの公道用一般市販車両によって競われる、日本独自のスーパーバイクのクラス。
レギュレーションはスーパーバイク世界選手権準拠のスーパーバイクではなく、FIM世界耐久選手権準拠のフォーミュラEWCをベースにヘッドライトの撤去等、一部をスーパーバイク選手権準拠にしたもの。これはこのクラスに参戦しているほとんどのチームが、FIM世界耐久選手権シリーズとして開催されている鈴鹿8時間耐久ロードレースにもエントリーするのを踏まえ、小変更でバイクを相互に使えるようにするための独自レギュレーションであり、故にセルモーターも搭載されていて、転倒後の復帰時、オフィシャルによる押しがけなしでコースに戻る姿がよく見られる。
2023年のレギュレーションでは、4気筒車両は600 - 1000cc／最低車両重量165kg、3気筒車両は750 - 1000cc／165kg、2気筒車両は850 - 1200cc／170kgに制限されている。クラス3位以内入賞マシンには部品の買い取り制度があり、当該レース参加者から買い取り希望があれば決められた額で販売しなくてはならない。クラス創設は2002年からで、2003年から全日本ロードレース選手権最高峰カテゴリーと位置づけられている。ワークスチーム(メーカー直系のファクトリーチーム)の参戦は2007年から認められるようになった。かつてGP500クラスやTT-F1クラス、スーパーバイククラスがマシン開発費の高騰により参加台数の減少を招いた反省から、改造範囲を抑え開発費を抑制している。しかし、特例というかたちではあるものの23年からエンジンの改造範囲をST1000相当に、車重を170kgに制限する形で、1100ccのアプリリア・RSV4の参戦が認められる[7]。
また、カーボンニュートラル燃料の導入[8]を、2023年度から開始している。
2023年現在、ファクトリー体制で参戦しているのはヤマハ発動機のみである。
- ST1000
J-GP2に代わって2020年に新設されたクラス。1000ccの市販スーパースポーツをベースとし、レギュレーション的にはST600をベースに登録ECU制度などを導入する。主催者は「世界耐久選手権のSSTクラスやアジアロードレース選手権のASB1000に繋がるクラス」を目指すとしている[9]。2024年からは車重を176kgに制限する形で、1100ccのアプリリア・RSV4の参戦が認められる。
- ST600
4ストローク公道用一般市販車両によって競われるクラス。2010年のレギュレーションでは、4気筒車両は401 - 600cc／最低車両重量158kg、3気筒は500 - 675cc／162kg、2気筒は600 - 750cc／166kgに制限されている(バラスト使用不可)。改造範囲も大きく制限されており、全日本選手権の中では最も市販車に近い形でレースが行われる。大会6位以内入賞マシンには車両及び部品の買い取り制度があり、当該レース参加者から買い取り希望があれば決められた額で販売しなくてはならない。予選・ウォームアップ・決勝を通して使用できるタイヤは3セット。
- JP250
2016年に新設されたクラス。厳密には本選手権とは異なる「MFJ CUP」のクラスだが、全イベントが本選手権と併催となるためここで記載する。
基本的には4ストローク250ccの市販車をベースとした車両か、特別に認可されたヤマハ・YZF-R3、BMW・G310R、KTM・RC390によるクラスで、アジアロードレース選手権のAP250クラス等とほぼ同等のクラス。クラス名の「JP」は「Japan Production」の略である。参戦コストを抑え、ミニバイクレースからのステップアップを容易にすることを狙っている。タイヤはダンロップのワンメイクで、予選・決勝を通して1イベントで1セットのタイヤしか使用できない。
- J-GP3
かつてのGP125の後継クラス。2010年にGP125からJ-GP3に名称が変更され、4ストローク175cc超250cc以下単気筒エンジンのマシンとGP125の2ストロークマシンとの混走で競われたが、2011年にホンダがNSF250Rを投入するなどした結果、4ストロークマシンへの移行が進み、2012年より規則が改正され4ストロークマシンのみとなった(現在でも地方選手権では2ストロークマシンの参戦が認められている)。最低重量はライダーの体重・装備込みで145kg(GP-MONOベースのマシンの場合は135kg)。若手ライダーが多いクラスだが、ロードレース世界選手権同クラスで年齢制限が設けられた影響でベテランライダーの参戦も多く、若手VSベテラン対決が見物。
2023年現在は大半のライダーがNSF250Rを選択しているが、KTM・RC250Rを使用するライダーも少数ながら存在する。ただしKTMの最新型[いつ?]は現行レギュレーションに抵触する部分があり、本シリーズでは旧型（実際に使用されているのは2014年式）しか使用できない[10]。

### 過去に存在したクラス
- 500cc (GP500)
500ccのレース専用車両によって競われるクラス。全日本では1981年に開始され、1993年まで開催された。2ストロークエンジンが主流だったが、1981-1982年には4ストロークエンジン搭載のマシン(ホンダ・NR500等)も存在した[11]。WGP500ccクラスと直結する関係であり、WGPに参戦する日本メーカーの実戦開発の場として各社ワークスマシンが揃って参戦したが、1982年シーズン最終戦まではヤマハ・YZR500、スズキ・RG-Γ500、ホンダ・NS500、カワサキ・KR500などのワークスマシンはフォーミュラ・リブレ（FL / 改造自由）として参戦は可能だがレギュレーションにより選手権ポイントの対象外とされ、MFJの公認を受けた認定車両（ヤマハ・TZ500、スズキ・RGB500など市販レーサー）のみ選手権ポイント対象とされた[12]。1983年開幕戦よりこのFL規定は解除され[13]、以後WGP以外では唯一である最新500ccワークスマシンが見られるレースとして人気を博した。
しかしワークスマシンの存在はプライベーターの上位入賞を難しくすることにもつながり、参戦費用の高騰を招き1990年代に入りプライベーターチームのエントリー台数が一桁になった。規定上は250cc超500cc以下であれば参加が可能なので、モリワキエンジニアリングはRS250をボアアップして250cc超の排気量としたマシンをエントリーさせたことがある。
- 750cc
750ccのレース専用車両によって競われるクラス。全日本では1973年から1980年まで開催された当時のトップカテゴリー。1970年代はFIMの管轄するカテゴリーでF750選手権（英語版）（1977年から1979年までの3年間はFIM世界選手権）が開催されていたが、全日本では750ccクラスとしてMFJによる公認を受けた車両が選手権ポイント対象とされ、1976年まではワークスマシンであるヤマハ・TZ750、スズキ・TR750、カワサキ・H2RやKR750、ホンダ・CB500改は全日本750ccにフォーミュラ・リブレ（改造自由）として参戦は可能だが、MFJ未公認車両のためポイント対象外だった。1976年からは全日本750ccレギュレーションが「FIM F750レースレギュレーションに準ずる」と改定されたため、それまでポイント対象外とされていたKR750、TZ750も全日本750ccクラスのポイント対象となった。1977年にはヤマハからTZ750が市販開始された一方で、主にビッグイベントでスポット参戦し優勝争いに加わるワークス車両ヤマハ・YZR500やスズキ・RG500 / RGB500はMFJ公認車両ではなくポイント非対象のため、観客にとって選手権のチャンピオン争いが判りづらい面があった[14]。
レース形態は1980年まで350cc~750cc（時には250cc,500ccも含まれた）のマシンは混走で同じレースを予選・決勝と走り、その中で350と750それぞれクラス別にポイントを付与される開催方式が多くを占めた。1980年に販売開始された500cc市販レーサーのヤマハ・TZ500がMFJ公認を受け[15]、このマシンで750ccクラスに参戦するライダーが増加し上位を獲得[16]したことで、750cc車両での参戦者が減少。加えて、欧州でのF750選手権が1979年を最後に終了したことによるマシン開発停止、スズキの市販レーサー・RGB500のMFJ公認[17]などの要因が重なり、新たに全日本500ccクラスの設置が決定。最高峰クラスを500ccクラスへ移行する形で750ccクラスは1980年を最後に廃止となった[18]。
- オーバー251cc
251cc超の排気量の車両によって競われるクラス。1968年から1972年まで開催された。当時のトップカテゴリー。
- 350cc
350ccのレース専用車両によって競われるクラス。1976年から1981年まで開催された。1983年まではGP250とGP500の中間カテゴリーとしてWGPでも開催されていた。
- TT-F1
4ストローク750cc以下または2ストローク500cc以下の公道用市販車をベースにレース参戦用に改造を施した車両によって競われるクラス。1984年から1993年まで開催された。市販車のクランクケースを使用していれば、改造範囲としてフレーム交換やサスペンションの構造変更も可能であったことから、ほぼGP500同様のプロトタイプマシンが生み出され各メーカーのワークス・チームがしのぎを削り、開発費の高騰を招いた。1988年からはスーパーバイク仕様でのエントリーも可能であった。
- スーパーバイク（SB）
4ストロークの公道用市販車をベースにレース参戦用に改造を施した車両によって競われるスーパーバイク世界選手権に準拠したクラス[5]。4気筒の場合は600cc超750cc以下、3気筒では600cc超900cc以下、2気筒では750cc超1000cc以下というように、気筒数によって排気量制限が変わる点がJSB1000と同様である。気筒数により最低重量も異なった。1994年から2002年まで最高峰カテゴリーとして開催された。
- TT-F3
4ストローク400cc以下または2ストローク250cc以下の公道用市販車をベースにレース参戦用に改造を施した車両によって競われるクラス。国際A級では1984年から1991年まで開催された。TT-F1クラス同様改造を許された範囲が広く、参戦費用はTT-F1より低く抑えられることもあり1982年ごろからF3ブームとなり参戦台数も非常に多く[19]、4ストローク400ccと2ストローク250ccの混走でありコースレイアウトによっては250ccで400ccを上回る場合もあり、その対決も見ものであった[20]。
- スーパーNK（S-NK、スーパーネイキッド）
スーパーバイククラスとの混走の形で行われた。改造範囲はスーパーバイククラスよりも広く、排気量制限もなかったが、入賞マシンには車両の買い取り制度があった。
  - Xフォーミュラ

プライベーターの手による排気量750cc以上のの4ストロークマシン(Xフォーミュラマシン)によって競われるクラス。
  - NK-1
- プロトタイプ
2002年のみ開催された賞典外クラス。排気量1000cc以下の車両で安全上の問題が無ければ参戦できた。ロードレース世界選手権最大排気量クラスがGP500からMotoGPへと変わるに伴い、メーカーがMotoGPマシンの開発に力を入れざるを得ない状況があったために創設された。スズキがGSV-Rで、カワサキがスーパーバイク車両を大幅に改良したマシンで参戦。買い取り制度が無いため、ヨシムラとケンツがGSX-R1000改造マシン、モリワキエンジニアリングがホンダ・CBR954RRベースのマシンでフル参戦した。SB/S-NK/JSB1000との混走であった。
- 250cc (GP250)
1981年に立ち上げられたが、初年度は250cc車両での参戦ライダーが少なく、350ccクラス廃止により1982年から参戦ライダーが250ccへと流れ本格開催となった。250ccレース専用車両によって競われるクラスで、2009年まで開催された。2ストローク・175cc超250cc以下の最大2気筒のエンジンで、車体最低重量は100kg。1983年までは市販レーサーで参戦するプライベイターによる戦いが中心だったが、1984年からホンダとヤマハによるワークス・レーサーが投入されはじめ「H・Y戦争」と呼ばれるワークス対決が始まった[要検証 – ノート][要出典]。市販レーサーで参戦可能であり、ワークス・チーム参戦開始後もプライベイターがGP500クラスより参戦しやすかったため、WGPに直結したクラスとして1986年には参加台数が100台を超える盛況もあった。ロードレース世界選手権の4ストローク化移行によりクラス終了となった。2009年は賞典外ながら、現J-GP2クラスに相当するマシンの混走を認めていた。
- 125cc (GP125)
2009年まで開催された2ストローク・85cc超125cc以下単気筒エンジンのマシンによって競われるクラス。2008年より4ストローク175cc超250cc以下単気筒エンジンのマシンの参戦が認められ、2010年の車体最低重量は2ストローク車両が77kg、4ストローク車両が75kgだった。市販レーサーの価格もGP250クラスより安価であり、WGP125ccクラスに直結したクラスでもあり若手の登竜門的存在ともなり、WGPに挑戦するレーサーも多数輩出した。ロードレース世界選手権の4ストローク化移行によりクラス終了となった。
- GP-MONO
4ストローク単気筒250cc自然吸気エンジン（ラムエア加圧禁止）を搭載するレース専用車両によって競われるクラス。2010年のレギュレーションでは車両最低重量は85kg（バラスト使用可）。2006年から全日本格式で開催されてきたが、2011年で全日本格式の開催を終了した[21]。クラス名称の「MONO」は単気筒に由来する。このクラスのみライセンスは国際と国内。
- J-GP2
2010年より新設されたクラス。主催者側では「ST600上位者のステップアップクラス」と位置づけているが[21]、事実上はロードレース世界選手権（MotoGP）のGP250クラスが4ストロークエンジンの「Moto2」クラスに移行（2010年から）することにともなって作られたクラスである。
2018年までのMoto2がホンダ製エンジンのワンメイクなのに対し、本クラスはMFJが公認したST600用エンジン（4ストローク401cc - 600ccのエンジン）であれば他メーカーのエンジンも使用可能。またフレームについても、専用のプロトタイプマシン（最低車両重量153kg）以外に「コンストラクターのビジネスチャンス創出のため」としてST600からの改造車両（最低車両重量148kg）も「デチューン版Moto2マシン」として参戦が認められる（2011年度より最低車両重量はプロトタイプ・ST600ベース共に148kgに統一されている）。初年度の2010年はmoto2用シャーシを使用したチームは存在しなかったが（moto2とJ-GP2では重量制限のレギュレーションが異なり、moto2用マシンだとバラスト等を搭載して重量アップしなければ参戦できないため）、2011年はいくつかのチームがmoto2用フレームを使用しての参戦を予定している（2011年第5戦時点では関口太郎と小山知良がTSRのTSR6を（小山は第4戦まではICP製シャーシを使用）、山口辰也がモリワキのMD600（第5戦より使用）を使用して参戦している）。なお2012年からTSRとモリワキが共にJ-GP2レギュレーションに合わせた『全日本選手権J-GP2仕様』（これまでは使用するチーム側がレギュレーションにあわせて対応していた）シャーシの供給を行っている。
Moto2が、2019年よりエンジンサプライヤーがトライアンフに変更となり[22]、同エンジンの他シリーズへの供給が見込めないことから、2019年で開催を終了した[9]。

## 歴代チャンピオン

### ライダー
| 年     | 251cc超                      | 250cc                | 125cc                | 90cc                         | 50cc                       |
| ------ | ---------------------------- | -------------------- | -------------------- | ---------------------------- | -------------------------- |
| 1967年 | 松永喬                       | 矢野啓司             | 増田恒弘             | 滋野靖穂                     | 伊藤光夫                   |
| 1968年 | 松永喬                       | 和田正宏             | 馬場忠雄             | 神谷良明                     |                            |
| 1969年 | 隅谷守男                     | 金谷秀夫             | 隅谷守男             | 小田豊                       |                            |
| 1970年 | 河崎裕之                     | 大脇俊夫             | 小田豊               | 近藤英二                     |                            |
| 1971年 | 金谷秀夫                     | 大脇俊夫             | 杉本泉               | 金谷秀夫                     |                            |
| 1972年 | 小田豊                       |                      | 小田豊               |                              |                            |
| 年     | 750cc                        | 250cc                | 125cc                | 350cc                        |                            |
| 1973年 | 根本健                       |                      | 角谷新二             |                              |                            |
| 1974年 | 高井幾次郎                   |                      | 青木辰己             |                              |                            |
| 1975年 | 浅見貞男                     |                      | 江崎正               |                              |                            |
| 1976年 | 高井幾次郎                   | 毛利良一             | 飯田浩之             | 佐藤順造                     |                            |
| 1977年 | 毛利良一                     |                      | 飯田浩之             | 鈴木修                       |                            |
| 1978年 | 上野真一                     | 上田公次             | 上田公次             | 石川岩男                     |                            |
| 1979年 | 水谷勝                       |                      | 斉藤三夫             | 木下恵司                     |                            |
| 1980年 | 鈴木修                       |                      | 一ノ瀬憲明           | 平忠彦                       |                            |
| 年     | 500cc                        | 250cc                | 125cc                | 350cc                        |                            |
| 1981年 | 木下恵司（ヤマハ）           |                      | 一ノ瀬憲明（ホンダ） | 藤本泰東                     |                            |
| 1982年 | 水谷勝（スズキ）             | 福田照男（ヤマハ）   | 一ノ瀬憲明（ホンダ） |                              |                            |
| 1983年 | 平忠彦（ヤマハ）             | 斉藤光雄（ヤマハ）   | 栗谷二郎（ホンダ）   |                              |                            |
| 年     | GP500                        | GP250                | GP125                | TT-F1                        | TT-F3                      |
| 1984年 | 平忠彦（ヤマハ）             | 小林大（ホンダ）     | 栗谷二郎（ホンダ）   | 八代俊二（モリワキ）         | 江崎正（ヤマハ）           |
| 1985年 | 平忠彦（ヤマハ）             | 小林大（ホンダ）     | 畝本久（ホンダ）     | 辻本聡（ヨシムラ）           | 山本陽一（ホンダ）         |
| 1986年 | 木下恵司（ホンダ）           | 片山信二（ヤマハ）   | 吉田健一（ホンダ）   | 辻本聡（ヨシムラ）           | 山本陽一（ホンダ）         |
| 1987年 | 藤原儀彦（ヤマハ）           | 清水雅広（ホンダ）   | 畝本久（ホンダ）     | 大島行弥（ヨシムラ）         | 田口益充（ホンダ）         |
| 1988年 | 藤原儀彦（ヤマハ）           | 本間利彦（ヤマハ）   | 廣瀬政幸（ホンダ）   | 宮崎祥司（ホンダ）           | 塩森俊修（ヤマハ）         |
| 1989年 | 藤原儀彦（ヤマハ）           | 岡田忠之（ホンダ）   | 山崎冬樹（ホンダ）   | ダグ・ポーレン（ヨシムラ）   | ダグ・ポーレン（ヨシムラ） |
| 1990年 | 伊藤真一（ホンダ）           | 岡田忠之（ホンダ）   | 坂田和人（ホンダ）   | 岩橋健一郎（ホンダ）         | 鶴田竜二（カワサキ）       |
| 1991年 | ピーター・ゴダード（ヤマハ） | 岡田忠之（ホンダ）   | 小野真央（ホンダ）   | 宮崎祥司（ホンダ）           | 高橋勝義（ヤマハ）         |
| 1992年 | ダリル・ビーティー（ホンダ） | 原田哲也（ヤマハ）   | 斉藤明（ホンダ）     | 塚本昭一（カワサキ）         |                            |
| 1993年 | 阿部典史（ホンダ）           | 宇川徹（ホンダ）     | 加藤義昌（ヤマハ）   | 北川圭一（カワサキ）         |                            |
| 年     | SB                           | GP250                | GP125                | ST600                        | S-NK                       |
| 1994年 | 吉川和多留（ヤマハ）         | 宇川徹（ホンダ）     | 宮坂賢（ホンダ）     |                              |                            |
| 1995年 | 青木拓磨（ホンダ）           | 沼田憲保（スズキ）   | 宇井陽一（ヤマハ）   |                              |                            |
| 1996年 | 青木拓磨（ホンダ）           | 沼田憲保（スズキ）   | 東雅雄（ホンダ）     |                              |                            |
| 1997年 | 芳賀紀行（ヤマハ）           | 加藤大治郎（ホンダ） | 秋田貴志（ヤマハ）   |                              |                            |
| 1998年 | 伊藤真一（ホンダ）           | 中野真矢（ヤマハ）   | 仲城英幸（ホンダ）   |                              |                            |
| 1999年 | 吉川和多留（ヤマハ）         | 松戸直樹（ヤマハ）   | 仲城英幸（ホンダ）   |                              | 鎌田学（スズキ）           |
| 2000年 | 井筒仁康（カワサキ）         | 中冨伸一（ホンダ）   | 小山知良（ヤマハ）   |                              | 鶴田竜二（カワサキ）       |
| 2001年 | 梁明（スズキ）               | 関口太郎（ヤマハ）   | 仲城英幸（ホンダ）   | 武田雄一（ホンダ）           | 北川圭一（スズキ）         |
| 年     | SB                           | GP250                | GP125                | ST600                        | JSB1000/S-NK               |
| 2002年 | 渡辺篤（スズキ）             | 嘉陽哲久（ヤマハ）   | 仲城英幸（ホンダ）   | 清成龍一（ホンダ）           | 山口辰也（ホンダ）         |
| 年     | JSB1000/SB/S-NK              | GP250                | GP125                | ST600                        |                            |
| 2003年 | 北川圭一（スズキ）           | 青山博一（ホンダ）   | 青山周平（ホンダ）   | 小西良輝（ホンダ）           |                            |
| 年     | JSB1000                      | GP250                | GP125                | ST600                        | GP-MONO                    |
| 2004年 | 井筒仁康（ホンダ）           | 高橋裕紀（ホンダ）   | 仲城英幸（ホンダ）   | 辻村猛（ホンダ）             |                            |
| 2005年 | 伊藤真一（ホンダ）           | 青山周平（ホンダ）   | 菊池寛幸（ホンダ）   | 安田毅史（ホンダ）           |                            |
| 2006年 | 伊藤真一（ホンダ）           | 横江竜司（ヤマハ）   | 中上貴晶（ホンダ）   | 安田毅史（ホンダ）           | 山下祐（ヤマハ）           |
| 2007年 | 渡辺篤（スズキ）             | 宇井陽一（ヤマハ）   | 岩田裕臣（ホンダ）   | 小西良輝（ホンダ）           | 森隆嘉（ホンダ）           |
| 2008年 | 中須賀克行（ヤマハ）         | 高橋巧（ホンダ）     | 菊池寛幸（ホンダ）   | 小西良輝（ホンダ）           | 乃村康友（ホンダ）         |
| 2009年 | 中須賀克行（ヤマハ）         | 宇井陽一（ヤマハ）   | 菊池寛幸（ホンダ）   | 手島雄介（ホンダ）           | 花房一樹（ヤマハ）         |
| 年     | JSB1000                      | J-GP2                | J-GP3                | ST600                        | GP-MONO                    |
| 2010年 | 秋吉耕佑（ホンダ）           | 小西良輝（ホンダ）   | 大久保光（ホンダ）   | 山口辰也（ホンダ）           | 藤井謙汰（ホンダ）         |
| 2011年 | 秋吉耕佑（ホンダ）           | 中上貴晶（ホンダ）   | 藤井謙汰（ホンダ）   | 山口辰也（ホンダ）           | 長島哲太（ホンダ）         |
| 年     | JSB1000                      | J-GP2                | J-GP3                | ST600                        |                            |
| 2012年 | 中須賀克行（ヤマハ）         | 渡辺一樹（カワサキ） | 徳留真紀（ホンダ）   | デチャ・クライサー（ヤマハ） |                            |
| 2013年 | 中須賀克行（ヤマハ）         | 野左根航汰（ヤマハ） | 山田誓己（ホンダ）   | 渡辺一馬（ホンダ）           |                            |
| 2014年 | 中須賀克行（ヤマハ）         | 高橋裕紀（モリワキ） | 山田誓己（ホンダ）   | 小林龍太（ホンダ）           |                            |
| 2015年 | 中須賀克行（ヤマハ）         | 高橋裕紀（モリワキ） | 水野涼（ホンダ）     | 横江竜司（ヤマハ）           |                            |
| 2016年 | 中須賀克行（ヤマハ）         | 浦本修充（スズキ）   | 徳留真紀（ホンダ）   | 榎戸育寛（ホンダ）           |                            |
| 2017年 | 高橋巧（ホンダ）             | 水野涼（ホンダ）     | 伊達悠太（ホンダ）   | 前田恵助（ヤマハ）           |                            |
| 2018年 | 中須賀克行（ヤマハ）         | 岩戸亮介（モリワキ） | 中島元気（ホンダ）   | 岡本裕生（ヤマハ）           |                            |
| 2019年 | 中須賀克行（ヤマハ）         | 名越哲平（ホンダ）   | 長谷川聖（ホンダ）   | 小山知良（ホンダ）           |                            |
| 年     | JSB1000                      | ST1000               | J-GP3                | ST600                        |                            |
| 2020年 | 野左根航汰（ヤマハ）         | 高橋裕紀（ホンダ）   | 村瀬健琉（ホンダ）   | 岡本裕生（ヤマハ）           |                            |
| 2021年 | 中須賀克行（ヤマハ）         | 渡辺一馬（ホンダ）   | 尾野弘樹（ホンダ）   | 埜口遥希（ホンダ）           |                            |
| 2022年 | 中須賀克行（ヤマハ）         | 渡辺一馬（ホンダ）   | 尾野弘樹（ホンダ）   | 荒川晃大（ホンダ）           |                            |
| 2023年 | 中須賀克行（ヤマハ）         | 渡辺一馬（ホンダ）   | 尾野弘樹（ホンダ）   | 阿部恵斗（ヤマハ）           |                            |
| 2024年 | 岡本裕生（ヤマハ）           | 國井勇輝（ホンダ）   | 尾野弘樹（ホンダ）   | 阿部恵斗（ヤマハ）           |                            |

掲載クラス
- 1967年 - 1975年：セニア
- 1976年 - 1978年：エキスパート
- 1979年 - 1994年：国際A級
- 1995年 - ：国際

### チーム
| 年     | SB                            | GP250                            | GP125                 | S-NK                           |                         |
| ------ | ----------------------------- | -------------------------------- | --------------------- | ------------------------------ | ----------------------- |
| 2000年 | カワサキレーシングチーム      | Team高武RSC                      | Jhaレーシング         | TEAM YELLOWCORN                |                         |
| 2001年 | チーム キャビンホンダ         | SP忠男レーシングチーム           | Team Jha              | ケンツJトラストレーシング      |                         |
| 年     | SB                            | GP250                            | GP125                 | JSB1000/S-NK                   |                         |
| 2002年 | YSP Racing Team               | SP忠男レーシングチーム           | TEAM Jha              | ホンダドリームフィルレーシング |                         |
| 年     | JSB1000総合                   | GP250                            | GP125                 | ST600                          |                         |
| 2003年 | ケンツJトラストモジョウエスト | SP忠男レーシングチーム           | Team・HARC－PRO.      | Team HARC-PRO.                 |                         |
| 年     | JSB1000                       | GP250                            | GP125                 | ST600                          | GP-MONO                 |
| 2004年 | チーム桜井ホンダ              | DyDO MIU Racing Team・iF         | Jhaレーシング         | F.C.C. TSR                     |                         |
| 2005年 | Honda DREAM RT                | Team HARC-PRO.                   | チームウイリー        | Team HARC-PRO.                 |                         |
| 2006年 | KEIHIN KoharaR.T.             | RACING TEAM 森のくまさん         | Team HARC-PRO.        | Team HARC-PRO.                 | ZIPBIKE                 |
| 年     | JSB1000                       | GP250                            | GP125                 | ST600                          | GP-MONO                 |
| 2007年 | ヨシムラスズキwithJOMO        | TEAM PRO-TEC                     | TEAM PLUS ONE         | Team HARC-PRO.                 | TEAM PLUS ONE           |
| 2008年 | YSP&PRESTOレーシング          | バーニングブラッドRT             | TSR                   | Team HARC-PRO.                 | モリワキMOTULレーシング |
| 2009年 | YSP Racing team               | Team SJ-R                        | TSR                   | ウイリーDAYTONA                | プリミティブRT          |
| 年     | JSB1000                       | J-GP2                            | J-GP3                 | ST600                          | GP-MONO                 |
| 2010年 | TSR                           | Team HARC-PRO.                   | 18 GARAGE RACING TEAM | モリワキクラブ                 | TSRⅡ                    |
| 2011年 | TSR                           | Team HARC-PRO.                   | Team Projectμ7C       | TOHO Racing                    | Project μ7c Racing      |
| 年     | JSB1000                       | J-GP2                            | J-GP3                 | ST600                          |                         |
| 2012年 | ヤマハYSPレーシングチーム     | RS-ITOH                          | Team Projectμ7C       | YamahaThailandRacingTeam       |                         |
| 2013年 | ヤマハYSPレーシングチーム     | ウエビック チームノリック ヤマハ | TEAM PLUSONE          | RS-ITOH                        |                         |
| 2014年 | ヤマハYSPレーシングチーム     | MORIWAKI RACING                  | TEAM PLUSONE          | RS-ITOH                        |                         |
| 2015年 | YAMAHA FACTORY RACING TEAM    | MORIWAKI RACING                  | MuSASHiRTハルク・プロ | Yamaha Thailand Racing Team    |                         |
| 2016年 | YAMAHA FACTORY RACING TEAM    | Team KAGAYAMA                    | CLUB PLUSONE          | MOTO BUM HONDA                 |                         |
| 2017年 | MuSASHi RT ハルク・プロ       | TEAM HARC-PRO                    | BATTLE FACTORY        | 伊藤レーシング                 |                         |
| 2018年 | YAMAHA FACTORY RACING TEAM    | RSC                              | Team SRS-Moto         | 51ガレージ                     |                         |
| 2019年 | YAMAHA FACTORY RACING TEAM    | TEAM HARC-PRO                    | CLUB Y's              | T.Pro.Innovation               |                         |

## テレビ放送
1980年代にはテレビ中継は無く、数週遅れでダイジェストがテレビ東京系『モーターランド』内で放映されていた。1992年から1994年は衛星放送のWOWOWによりリアルタイム中継が行われた。
2011年まではCSデジタルのGAORAで録画中継を行っていたが、2012年からはBSデジタルのTwellVに移行し、同チャンネルで録画中継（原則としてレースの7日後に放送）が行われている。同年からはUstreamやMFJ独自の動画配信サイト「MFJ Live Channel」を通じてネット上での動画配信も行うようになった。
- ナビゲーター：藤村椿（J-GIRLS）